# 楚青

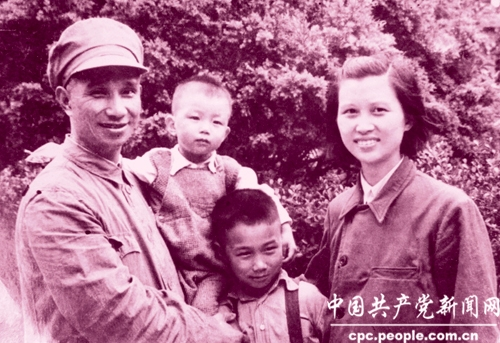
1949年9月，上海，粟裕、楚青和长子粟戎生、次子粟寒生在一起的合影。

楚青（1923年3月10日—2016年2月21日），原名詹永珠，为中国人民解放军大将粟裕的妻子。

## 生平
1923年3月10日出生于江苏扬州，早年参加新四军，后为避免家里受牵连，而改名楚青。1939年3月加入中国共产党。1941年12月26日，与粟裕于如东县丰利镇东北部的石家庄（时为新四军一师司令部所在地）结婚。
中华人民共和国成立后，楚青和粟裕共同经历了1958年军委扩大会议粟裕受到批判，之后帮助粟裕整理回忆录，于1988年完成。楚青也积极为为粟裕平反而奔走，并在1994年最终实现。

## 家庭
粟裕与楚青育有二子一女。
- 长子粟戎生，1942年生于江苏扬州，1961年参加解放军，毕业于哈尔滨军事工程学院导弹控制专业，1999年晋升中将军衔。曾任第67集团军参谋长，率部参加两山战役；后调任第24集团军军长、北京军区副司令员等职，2006年1月退休。[4][5]
- 次子粟寒生，1947年出生，1968年初参加解放军，从事海上舰艇作业，后转业至交通部、中国远洋公司，曾任远洋公司副经理。[6]
- 女儿粟惠宁，1949年出生，参加解放军，大校军衔，1975年与陈毅之子陈小鲁结婚。